# Список высших учебных заведений Екатеринбурга

В Екатеринбурге ведут свою работу 29 учебных заведений высшего образования, 10 из них являются филиалами и представительствами иногородних вузов.
3 (16) июля 1914 года был учреждён первый в городе вуз — Уральский горный институт императора Николая II (ныне Уральский государственный горный университет).
Пятого марта 1930 г. в соответствии с решением Коллегии при Народном комиссариате почт и телеграфа был открыт первый в городе центр подготовки специалистов в области связи — Свердловский Энергетический Техникум Связи (ныне Уральский технический институт связи и информатики)
Первый университет появился в Екатеринбурге после декрета СНК РСФСР, подписанным Владимиром Лениным 19 октября 1920 года (ныне Уральский государственный университет имени А. М. Горького).
Университеты в Екатеринбурге учреждались (получали статус университета) в следующем порядке:
1. Уральский государственный университет имени А. М. Горького — с момента основания в 1920 году, присоединен к УрФУ 12 мая 2011 года.
2. Гуманитарный университет — с момента основания в 1990 году.
3. Уральский государственный технический университет — УПИ имени Б. Н. Ельцина — 1992 год (быв. институт)[2].
4. Российский государственный профессионально-педагогический университет — 1993 год (быв. институт).
5. Уральский государственный педагогический университет — 1993 год (быв. институт).
6. Уральский государственный экономический университет — 1993 год (быв. институт).
7. Уральский государственный университет путей сообщения — 1999 год (быв. академия).
8. Уральский государственный лесотехнический университет — 2001 год (быв. академия).
9. Уральский государственный горный университет — 2004 год (быв. академия).
10. Уральский федеральный университет имени Б. Н. Ельцина — с момента основания в 2009 году[3].
11. Уральский государственный аграрный университет — 2013 год (быв. академия)
12. Уральский государственный медицинский университет — 2013 год (быв. академия)
13. Уральский государственный юридический университет имени В. Ф. Яковлева — 2014 год (быв. академия)
14. Уральский государственный архитектурно-художественный университет — 2015 год (быв. академия)

По уровню квалификации выпускаемых кадров екатеринбургские вузы являются одними из ведущих в России, в частности по количеству выпускников, представляющих нынешнюю управленческую элиту России, екатеринбургские вузы уступают только вузам Москвы и Санкт-Петербурга.
В настоящее время в городе имеется 16 государственных вузов, в которых в общей сложности обучается более 140 тысяч студентов.
Кроме этого, в городе открыто 4 негосударственных вуза, в том числе одно муниципальное учреждение — Екатеринбургская академия современного искусства и одно церковное — Екатеринбургская духовная семинария.
Также в городе существуют филиалы иногородних вузов, в том числе Уральский филиал Сибирского государственного университета телекоммуникаций и информатики, Уральский филиал Российской академии частного права, Екатеринбургский филиал Университета Российской академии образования, Уральский институт управления — филиал Российской академии народного хозяйства и государственной службы при Президенте Российской Федерации и другие.

## Большой евразийский университетский комплекс (БЕУК)
В 2005 году по инициативе Совета ректоров вузов Екатеринбурга и Свердловской области начал разрабатываться проект Большого евразийского государственного университета (БЕГУ), который предусматривал объединение 13 ведущих вузов города и 10 научно-исследовательских институтов УрО РАН, создание технопарков, административно-информационного центра, включающего библиотеку, поликлинику, спортивные и культурно-развлекательные модули. В ходе проектирования в Генеральном плане Екатеринбурга был выделен участок 1500 га в районе озера Шарташ.
Для реализации проекта были созданы в … году — ОАО «Уральский университетский комплекс» (ОАО «УУК») (до апреля 2009 года называлось ОАО «Большой евразийский университетский комплекс») и в … году — АНО «Большой евразийский университетский комплекс» (АНО «БЕУК») (www.beuc.ru).
Учредителями АНО «БЕУК» выступили:
1. ГОУ ВПО «Екатеринбургский государственный театральный институт»
2. ГОУ ВПО «Российский государственный профессионально-педагогический университет»
3. ГОУ ВПО «Уральская государственная архитектурно-художественная академия»
4. ГОУ ВПО «Уральская государственная консерватория»
5. ГОУ ВПО «Уральская государственная сельскохозяйственная академия»
6. ГОУ ВПО «Уральская государственная юридическая академия»
7. ГОУ ВПО «Уральский государственный лесотехнический университет»
8. ГОУ ВПО «Уральский государственный педагогический университет»
9. ГОУ ВПО «Уральский государственный технический университет — УПИ»
10. ГОУ ВПО «Уральский государственный университет имени А. М. Горького»
11. ГОУ ВПО «Уральский государственный университет путей сообщения»
12. ГОУ ВПО «Уральский государственный экономический университет»
13. ГФОУ «Уральская государственная медицинская академия»
14. Уральское отделение Российской Академии наук (УрО РАН)
15. Министерство по управлению государственным имуществом Свердловской области
16. Администрация муниципального образования «Город Екатеринбург»
17. ОАО «СУАЛ-Холдинг»

Из 19 государственных и муниципальных вузов Екатеринбурга не вошли в состав БЕУК 6 высших учебных заведений:
1. Екатеринбургская академия современного искусства
2. Екатеринбургский артиллерийский институт
3. Уральская академия государственной службы
4. Уральский государственный горный университет
5. Уральский институт Государственной противопожарной службы МЧС России
6. Уральский юридический институт МВД России

В декабре 2008 года было преждевременно объявлено о закрытии проекта БЕГУ и формирования на базе его наработок проекта Уральского федерального университета (УрФУ), получившего поддержку правительства России. 

## Уральский федеральный университет (УрФУ)
21 октября 2009 года Президент России Дмитрий Медведев подписал Указ от 21.10.2009 № 1172 «О создании федеральных университетов в Северо-Западном, Приволжском, Уральском и Дальневосточном федеральных округах» . Этим указом предписывается Правительству Российской Федерации создать в 3-месячный срок в УрФО Уральский федеральный университет.
В соответствии с Распоряжением Правительства РФ от 2 апреля 2010 года создается Федеральное государственное автономное учреждение высшего профессионального образования «Уральский федеральный университет имени первого Президента России Б. Н. Ельцина». Формально новый вуз создается путём изменения типа ГОУ ВПО «Уральский государственный технический университет — УПИ имени первого Президента России Б. Н. Ельцина». Таким образом, аббревиатура УГТУ-УПИ уходит в прошлое.
8 апреля 2010 года Правительством РФ на должность ректора УрФУ назначен бывший Председатель Правительства Свердловской области Виктор Кокшаров.

## Высшее военное образование
До 2008 года располагалось 6 военных кафедр в 6 вузах Екатеринбурга, в том числе:
1. Уральский государственный медицинский университет (УГМА);
2. Уральский государственный горный университет (УГГУ);
3. Уральский государственный технический университет (УГТУ-УПИ);
4. Уральский государственный университет (УрГУ);
5. Уральский государственный университет путей сообщения (УрГУПС);
6. Уральский государственный экономический университет (УрГЭУ).

В 2008 году в рамках реформы, начатой Министром обороны РФ Сергеем Ивановым в 2005 году, согласно Постановлению Минобороны РФ все военные кафедры Екатеринбурга были закрыты. Единственная на Урале военная кафедра находится в Челябинске в Южно-Уральском государственном университете. Всего в России осталось 33 вуза, имеющих военные кафедры.
С 2008 года при УГТУ-УПИ (ныне Уральский федеральный университет имени Б. Н. Ельцина) открыт Учебный военный центр, один из двух на Урале (второй — в Уфимском государственном авиационном техническом университете), один из 37 подобных центров в стране. Учебный военный центр при УГТУ-УПИ создан распоряжением Правительства РФ от 6 марта 2008 года № 275-р «Об учебных военных центрах, факультетах военного обучения и военных кафедрах при федеральных государственных образовательных учреждениях высшего профессионального образования» и являются новой формой подготовки граждан для прохождения военной службы по контракту на воинских должностях, подлежащих замещению офицерами.

## Действующие вузы
Ниже приведены действующие в Екатеринбурге учебные заведения высшего образования (вузы — университеты, академии (консерватории) и институты (высшие школы, семинарии)), их филиалы и представительства, прошедшие соответствующее государственное лицензирование и аккредитацию.

### Головные учреждения

#### Государственные и муниципальные
| Наименование                                                                          | Аббревиатура              | Вид         | Год создания | Официальный сайт     |
| ------------------------------------------------------------------------------------- | ------------------------- | ----------- | ------------ | -------------------- |
| Уральский федеральный университет имени Б. Н. Ельцина                                 | УрФУ им. Б. Н. Ельцина    | Университет | 2009         | urfu.ru              |
| Уральский государственный юридический университет                                     | УрГЮУ                     | Университет | 1931         | www.usla.ru          |
| Уральский государственный экономический университет                                   | УрГЭУ-СИНХ                | Университет | 1967         | www.usue.ru          |
| Уральский государственный медицинский университет                                     | УГМУ                      | Университет | 1931         | www.usma.ru          |
| Уральский государственный горный университет                                          | УГГУ                      | Университет | 1914         | www.ursmu.ru         |
| Уральский государственный университет путей сообщения                                 | УрГУПС                    | Университет | 1956         | www.usurt.ru         |
| Уральский государственный лесотехнический университет                                 | УГЛТУ                     | Университет | 1930         | www.usfeu.ru         |
| Уральский государственный аграрный университет                                        | УрГАУ                     | Университет | 1940         | www.urgau.ru         |
| Российский государственный профессионально-педагогический университет                 | РГППУ                     | Университет | 1979         | www.rsvpu.ru         |
| Уральский государственный педагогический университет                                  | УрГПУ                     | Университет | 1930         | www.uspu.ru          |
| Уральский государственный архитектурно-художественный университет имени Н.С. Алфёрова | УрГАХУ                    | Университет | 1972         | www.usaaa.ru         |
| Екатеринбургская академия современного искусства                                      | ЕАСИ                      | Академия    | 2006         | еаси.екатеринбург.рф |
| Уральская государственная консерватория (академия) имени М. П. Мусоргского            | УГК им. М. П. Мусоргского | Академия    | 1934         | www.uralconsv.org    |
| Екатеринбургский государственный театральный институт                                 | ЕГТИ                      | Институт    | 1985         | www.egti.ru          |
| Уральский институт Государственной противопожарной службы МЧС России                  | УрИГПС МЧС РФ             | Институт    | 1993         | www.uigps.ru         |
| Уральский юридический институт МВД России                                             | УрЮИ МВД РФ               | Институт    | 1991         | урюи.мвд.рф          |

#### Негосударственные
| Наименование                                                             | Аббревиатура | Вид         | Год создания | Официальный сайт |
| ------------------------------------------------------------------------ | ------------ | ----------- | ------------ | ---------------- |
| Гуманитарный университет                                                 | ГУ           | Университет | 1990         | www.gu-ural.ru/  |
| Екатеринбургская духовная семинария                                      | ЕДС          | Институт    | 2002         | www.epds.ru      |
| Уральский институт фондового рынка                                       | УИФР         | Институт    | 1993         | www.uifr.ru      |
| Уральский университет — Уральский институт экономики, управления и права | УИЭУиП       | университет | 1992         | www.urep.ru      |

### Филиалы

#### Государственные и муниципальные
Федеральные и региональные
| Наименование | Аббр-ра        | Вид головной орг-ции | Год созда-ния (в скобках — год создания головной орг-ции) | Офиц-ный сайт (в скобках — сайт головной орг-ции) |
| --- | -------------- | -------------------- | --------------------------------------------------------- | ------------------------------------------------- |
| Екатеринбургский филиал Уральского государственного университета физической культуры                                                        | УралГУФК       | Университет          | 2000 (1970)                                               | www.sport-ural.ru (www.uralgufk.ru)               |
| Уральский технический институт связи и информатики Сибирского государственного университета телекоммуникаций и информатики                  | УрТИСИ СибГУТИ | Университет          | 1998 (1953)*                                              | www.uisi.ru (www.sibsutis.ru)                     |
| Уральский филиал Исследовательского центра частного права                                                                                   | УРФИЦЧП        | Институт             | … (1995)                                                  | www.privlaw-ural.ru (www.privlaw.ru)              |
| Уральский институт управления — филиал Российской академии народного хозяйства и государственной службы при Президенте Российской Федерации | УИУ РАНХиГС    | Институт             | 2010 (1977)                                               | www.ui.ranepa.ru (www.ranepa.ru)                  |

Примечания: (*) Уральский филиал СибГУТИ создан в 1998 году на базе Уральского колледжа связи и информатики СибГУТИ, созданного в 1930 году.

#### Негосударственные
Частные и религиозных организаций
| Наименование                                                                | Аббр-ра | Вид головной орг-ции | Год создания (в скобках — год создания головной орг-ции) | Офиц-ный сайт (в скобках — сайт головной орг-ции) |
| --------------------------------------------------------------------------- | ------- | -------------------- | -------------------------------------------------------- | ------------------------------------------------- |
| Екатеринбургский филиал Университета Российского инновационного образования | УРИО    | Университет          | 1994 (1992)                                              | - (www.urao.edu)                                  |

### Представительства

#### Государственные и муниципальные
Федеральные и региональные
| Наименование                                                                                 | Аббр-ра | Вид головной орг-ции | Год создания (в скобках — год создания головной орг-ции) | Офиц-ный сайт (в скобках — сайт головной орг-ции) |
| -------------------------------------------------------------------------------------------- | ------- | -------------------- | -------------------------------------------------------- | ------------------------------------------------- |
| Екатеринбургское представительство Московского государственного индустриального университета | МГИУ    | Университет          | 2004 (1960)                                              | - (www.msiu.ru)                                   |

#### Негосударственные
Частные и религиозных организаций
| Наименование                                                                                   | Аббр-ра         | Вид головной орг-ции | Год создания (в скобках — год создания головной орг-ции) | Офиц-ный сайт (в скобках — сайт головной орг-ции) |
| ---------------------------------------------------------------------------------------------- | --------------- | -------------------- | -------------------------------------------------------- | ------------------------------------------------- |
| Екатеринбургское представительство Московского финансово-промышленного университета «Синергия» | МФПУ «Синергия» | Университет          | - (1995)                                                 | - www.synergy.ru                                  |

## Закрытые вузы
| Наименование                                                                | Аббр-ра                    | Вид         | Год создания | Год закрытия | Офиц-ный сайт | Причины закрытия |
| --------------------------------------------------------------------------- | -------------------------- | ----------- | ------------ | ------------ | ------------- | --- |
| Уральский государственный технический университет — УПИ имени Б. Н. Ельцина | УГТУ-УПИ им. Б. Н. Ельцина | Университет | 1920         | 2009         | www.ustu.ru   | Вуз преобразован в Уральский федеральный университет имени первого Президента России Б. Н. Ельцина (УрФУ им. Б. Н. Ельцина).                        |
| Уральский государственный университет имени А. М. Горького                  | УрГУ им. А. М. Горького    | Университет | 1920         | 2011         | www.usu.ru    | Вуз был присоединён к Уральскому федеральному университету и перестал существовать как самостоятельное юридическое лицо.                            |
| Екатеринбургский артиллерийский институт                                    | ЕкАИ                       | Институт    | 1998         | 2011         |               | |
| Уральская академия государственной службы                                   | УрАГС                      | Академия    | 1956         | 2011         |               | В результате реорганизации путём присоединения академия вошла в состав РАНХиГС при Президенте РФ в качестве Уральского института — филиала РАНХиГС. |
| Европейско-Азиатский институт управления и предпринимательства              | ЕАИУП                      | Институт    | 1992         | 2014         |               | |
| Национальный евразийский институт экономики и международных отношений       | НЕИнЭМО                    | Институт    | 2008         |              |               | |
| Институт менеджмента и рынка                                                | ИМИР                       | Институт    | 1997         | 2014         |               | Исключен из реестра лицензий с 01.01.2014 за неисполненные предписания Рособрнадзора.                                                               |
| Уральский гуманитарный институт                                             | УрГИ                       | Институт    | 1994         | 2016         |               | |
| Уральский финансово-юридический институт                                    | УрФЮИ                      | Институт    | 1992         | 2017         |               | Рособрнадзор приостановил действие лицензии на осуществление образовательной деятельности 12 мая 2017 года.                                         |
| Уральский институт коммерции и права                                        | УИКиП                      | Институт    | 1994         | 2017         |               | Лишен лицензии |

## Статистика
Сводные цифровые данные по действующим в Екатеринбурге вузам, представленным в этой статье Википедии в разделе «Действующие вузы»:
| Статус \ Виды                                               | Университет | Академия | Институт | Итого по статусу |
| ----------------------------------------------------------- | ----------- | -------- | -------- | ---------------- |
| Головные учреждения                                         | 11          | 4        | 15       | 30               |
| Государственные (федеральные, региональные) и муниципальные | 10          | 3        | 3        | 16               |
| Негосударственные (частные, церковные)                      | 1           | 1        | 12       | 14               |
| Филиалы                                                     | 3           | 3        | 1        | 7                |
| Государственные (федеральные, региональные) и муниципальные | 2           | 2        | 1        | 5                |
| Негосударственные (частные, церковные)                      | 1           | 1        | -        | 2                |
| Представительства                                           | 2           | 0        | 0        | 2                |
| Государственные (федеральные, региональные) и муниципальные | 1           | -        | -        | 1                |
| Негосударственные (частные, церковные)                      | 1           | -        | -        | 1                |
| Итого вузов по видам                                        | 16          | 7        | 16       | 39               |

## Фотографии фасадов зданий вузов

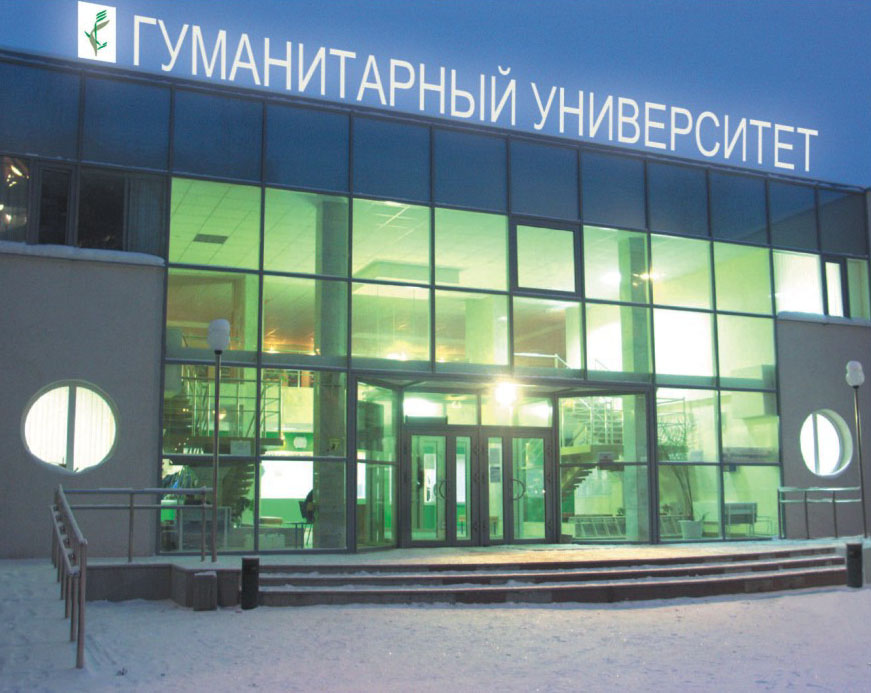
Гуманитарный университет
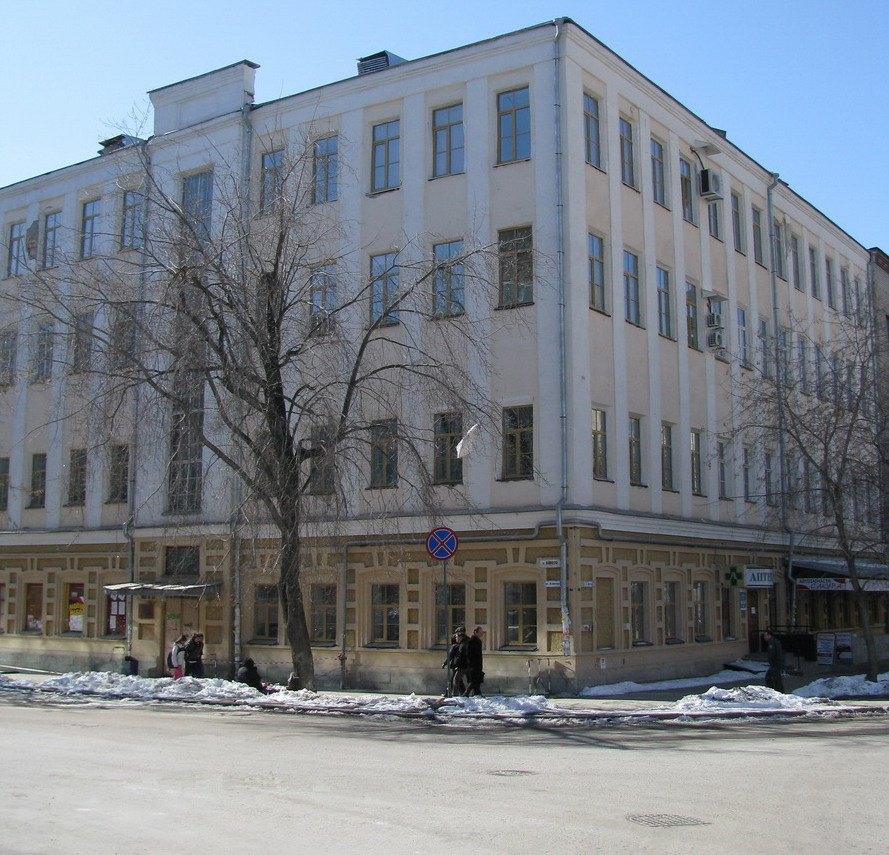
Екатеринбургский государственный театральный институт
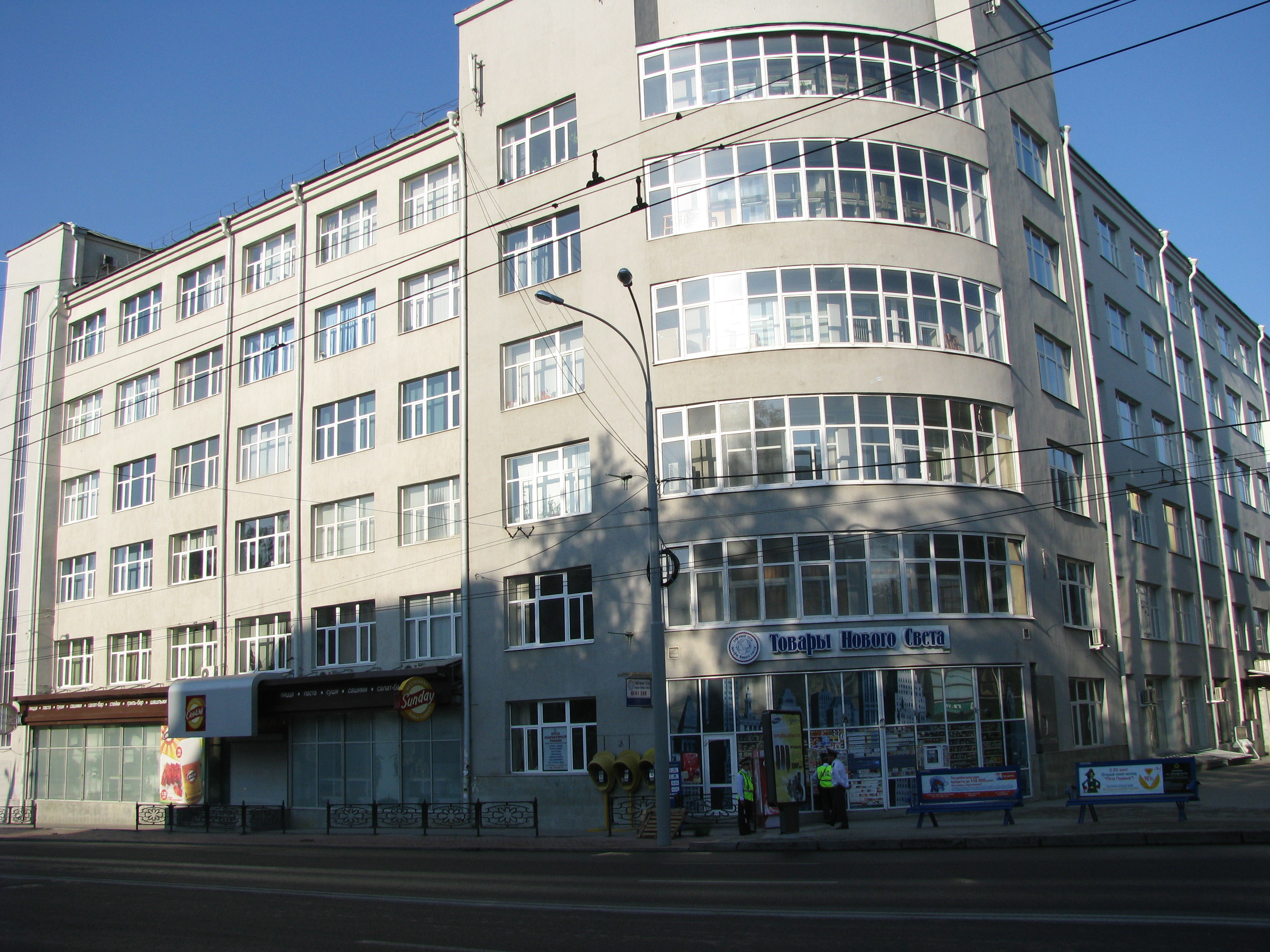
Уральская государственная архитектурно-художественная академия
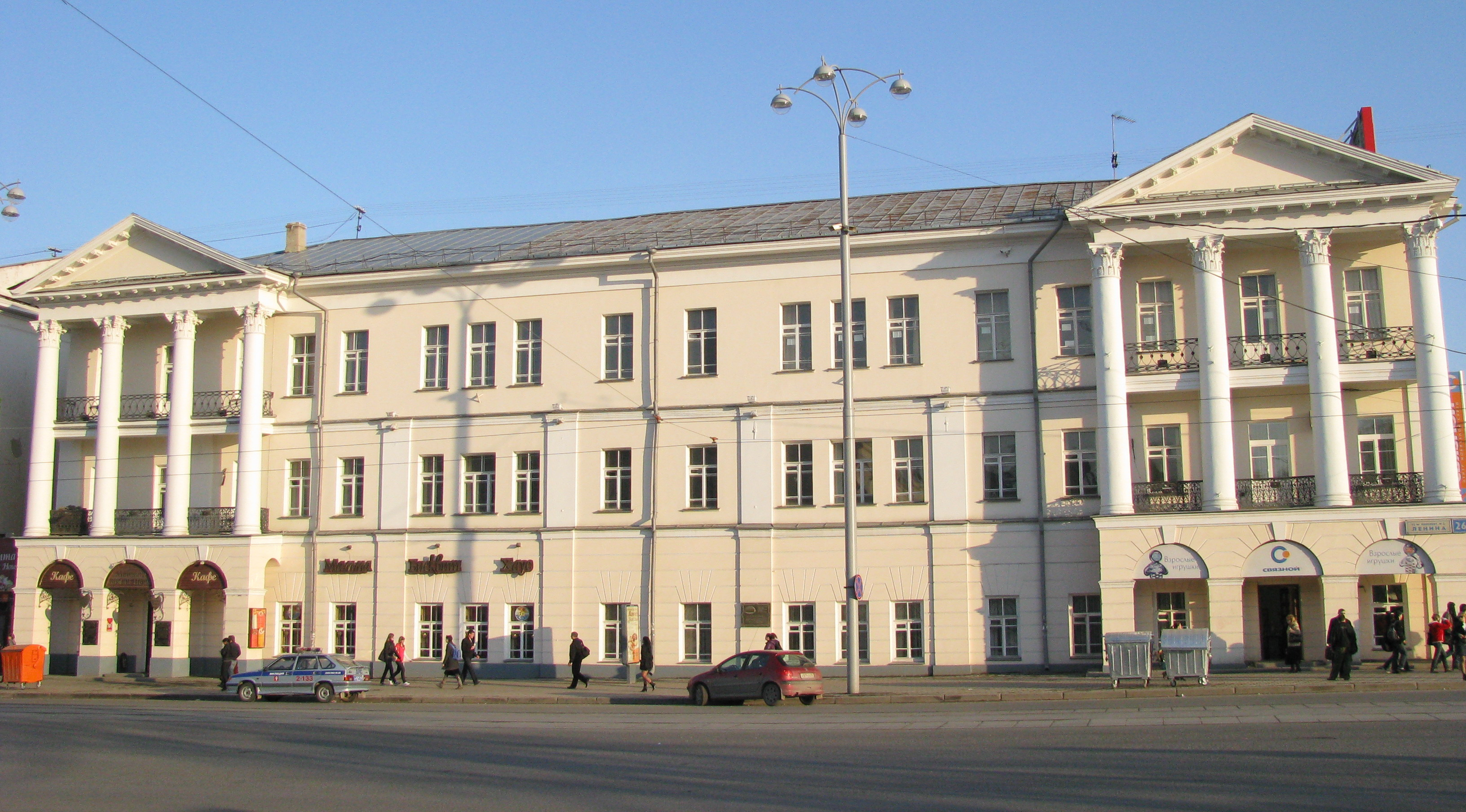
Уральская государственная консерватория (академия) имени М.П. Мусоргского
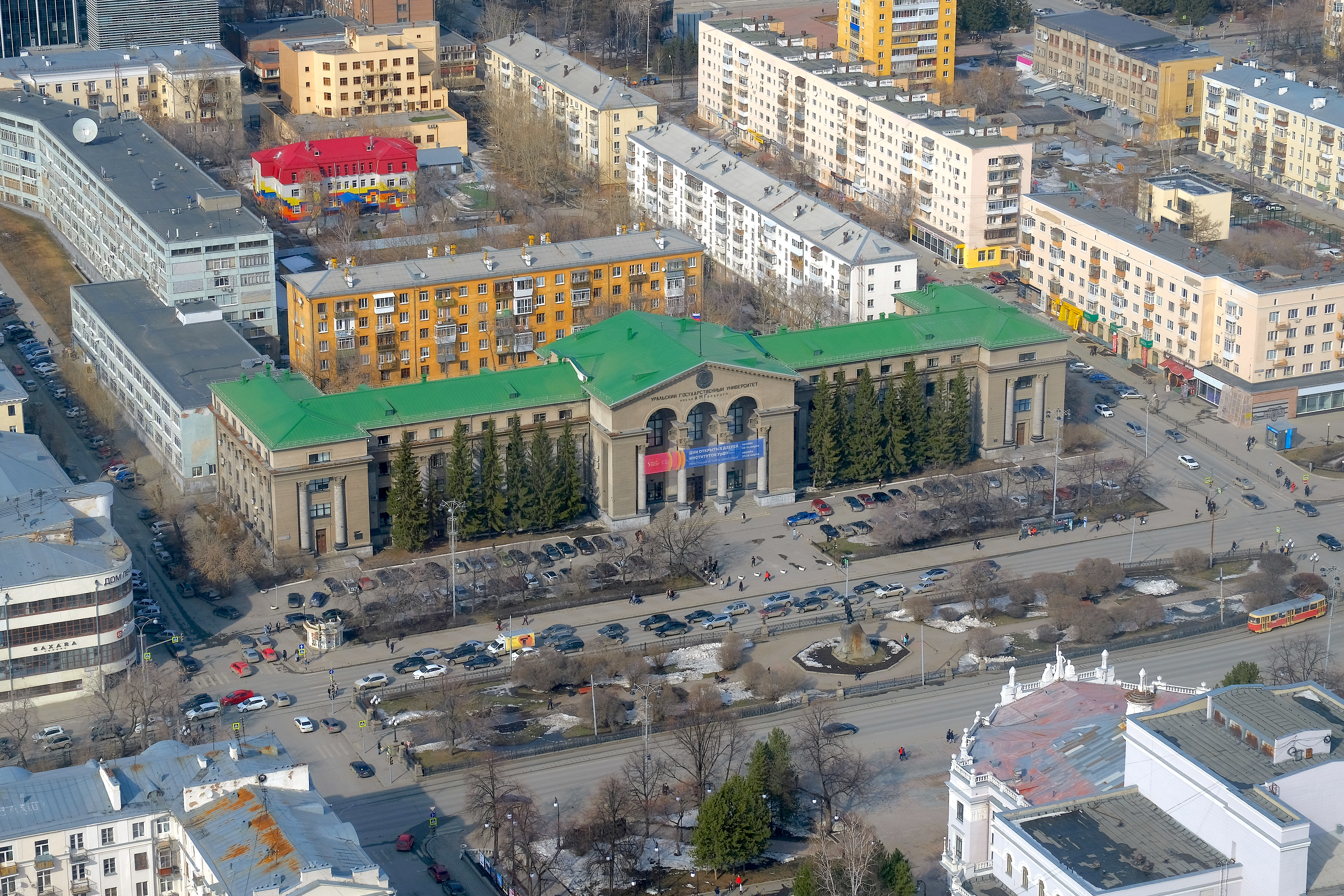
Уральский государственный университет имени А.М. Горького
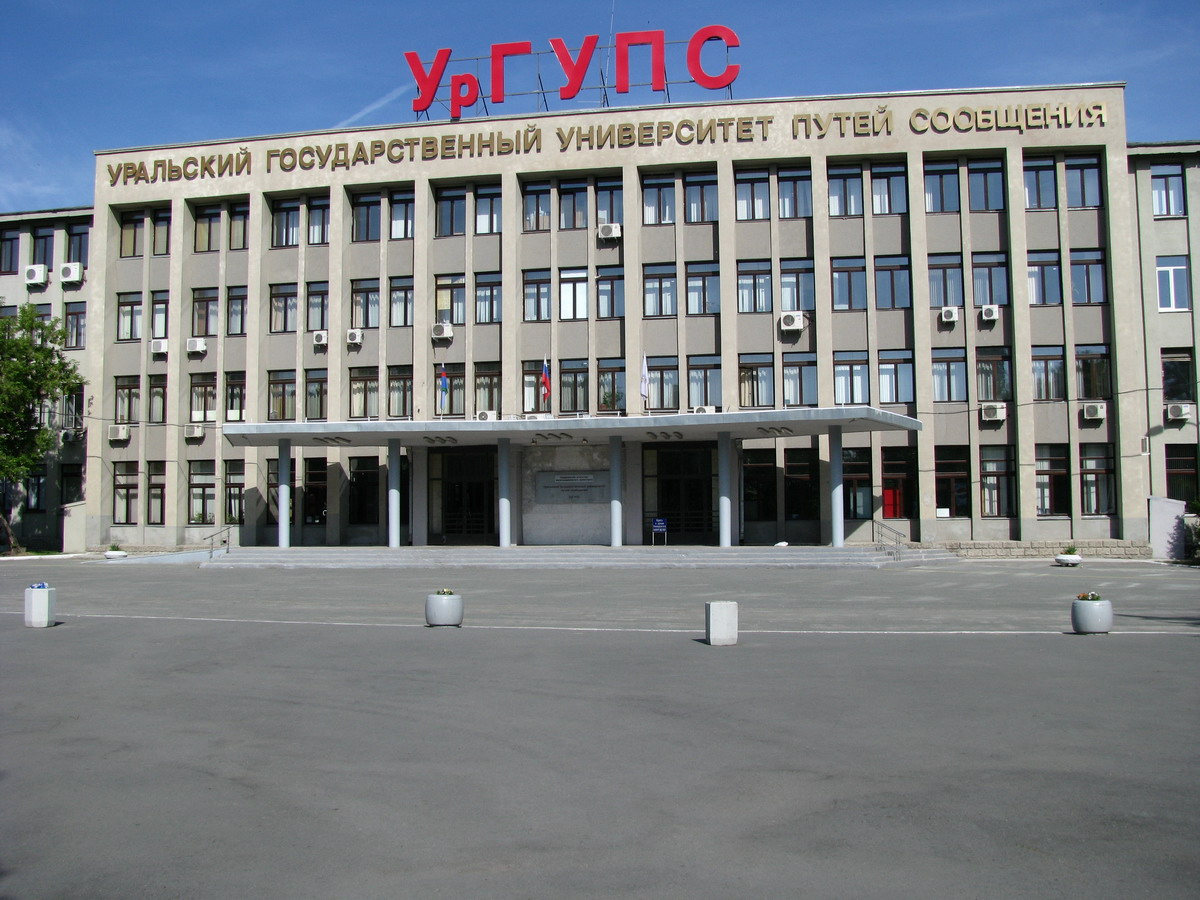
Уральский государственный университет путей сообщения
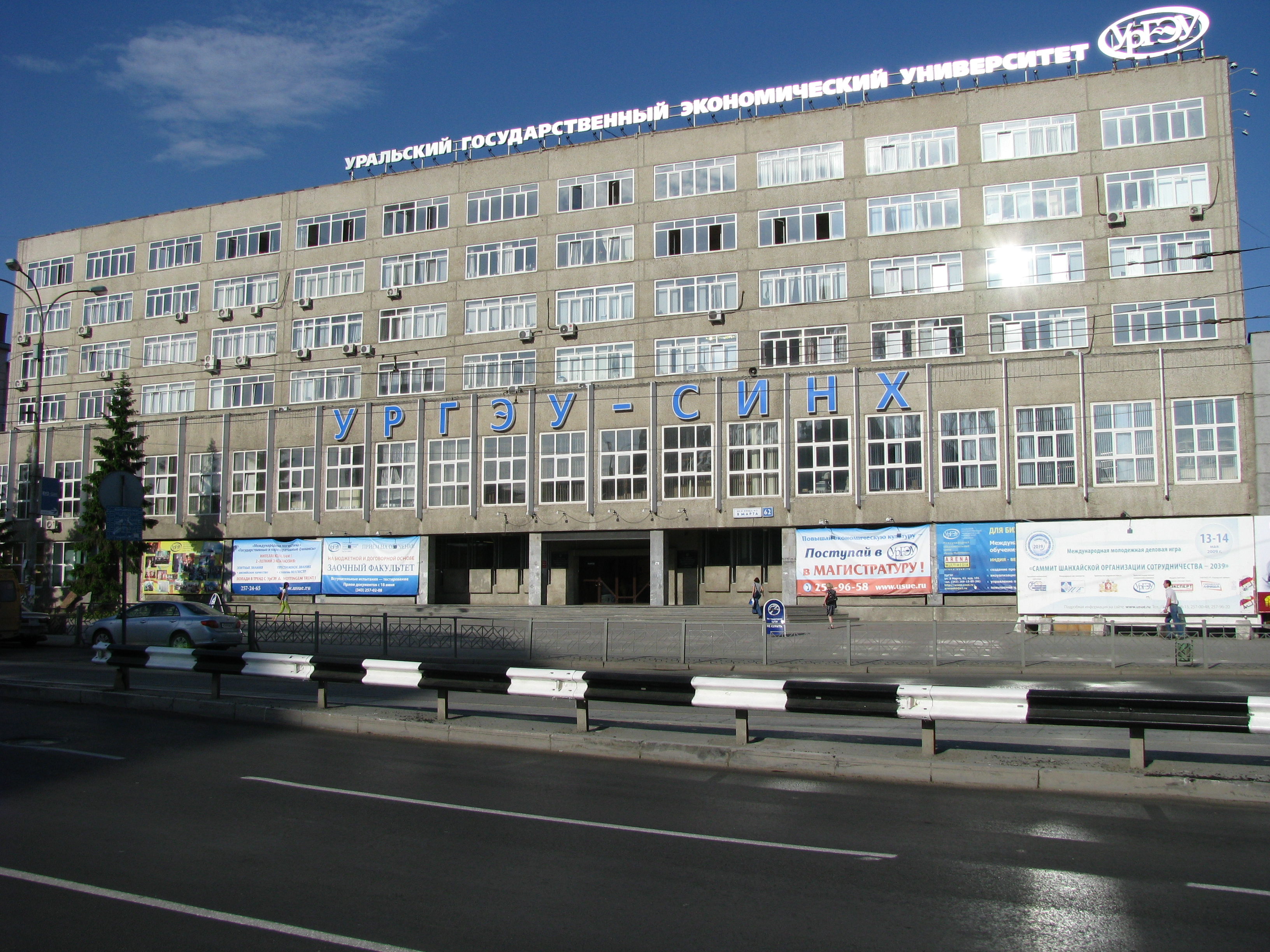
Уральский государственный экономический университет
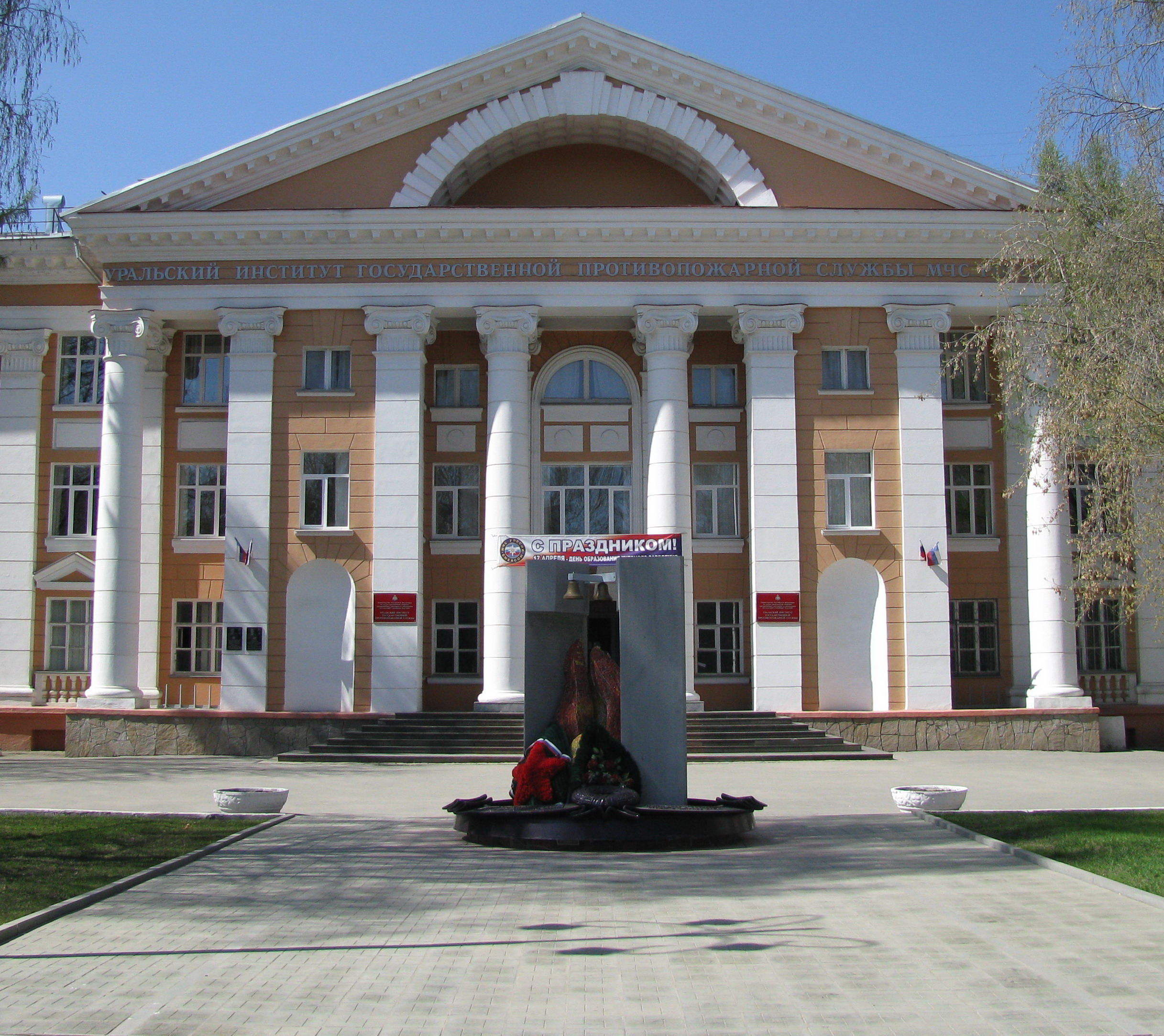
Уральский институт Государственной противопожарной службы МЧС России
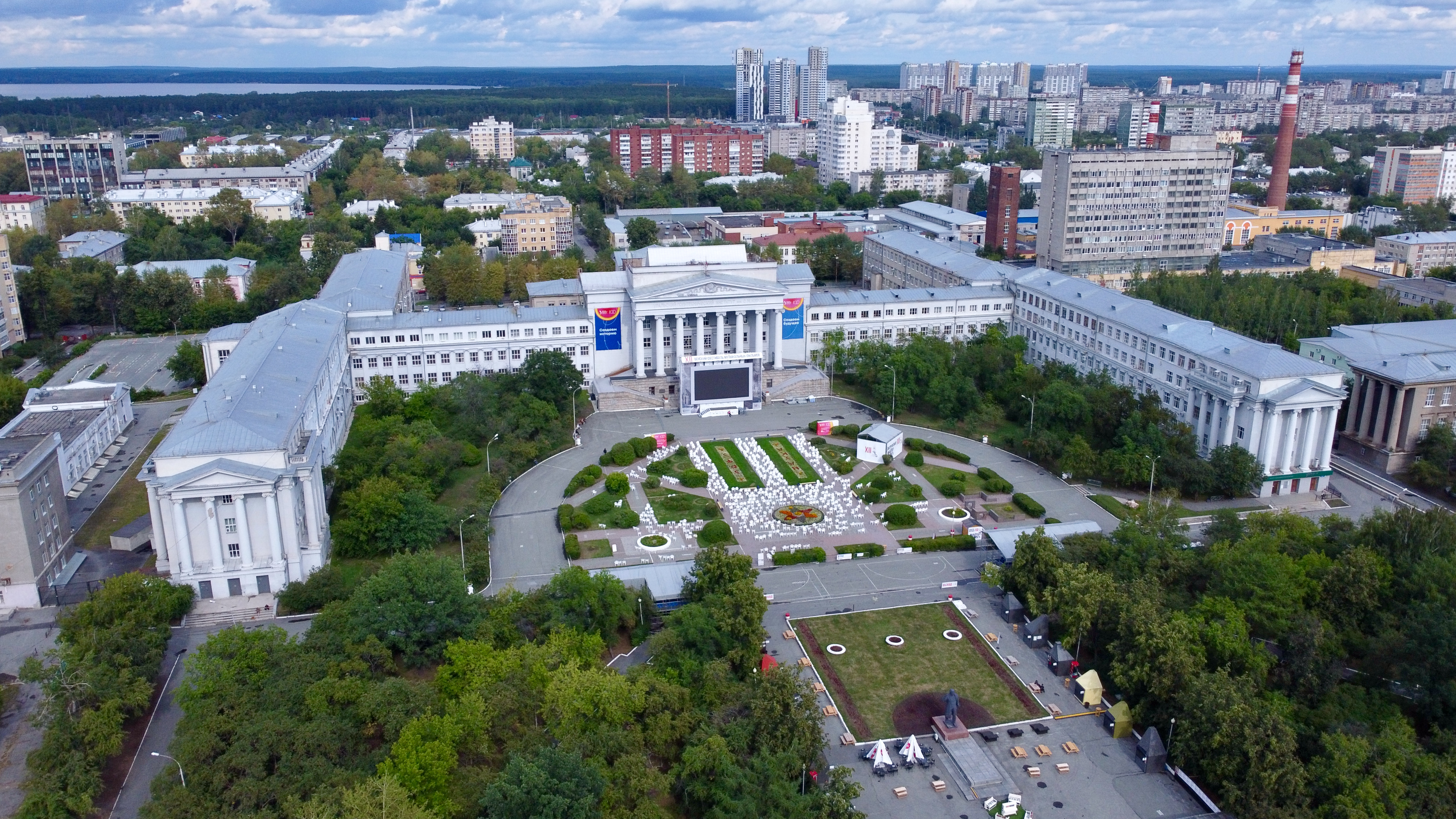
Уральский государственный технический университет – УПИ имени первого Президента России Б.Н. Ельцина (ныне – УрФУ)
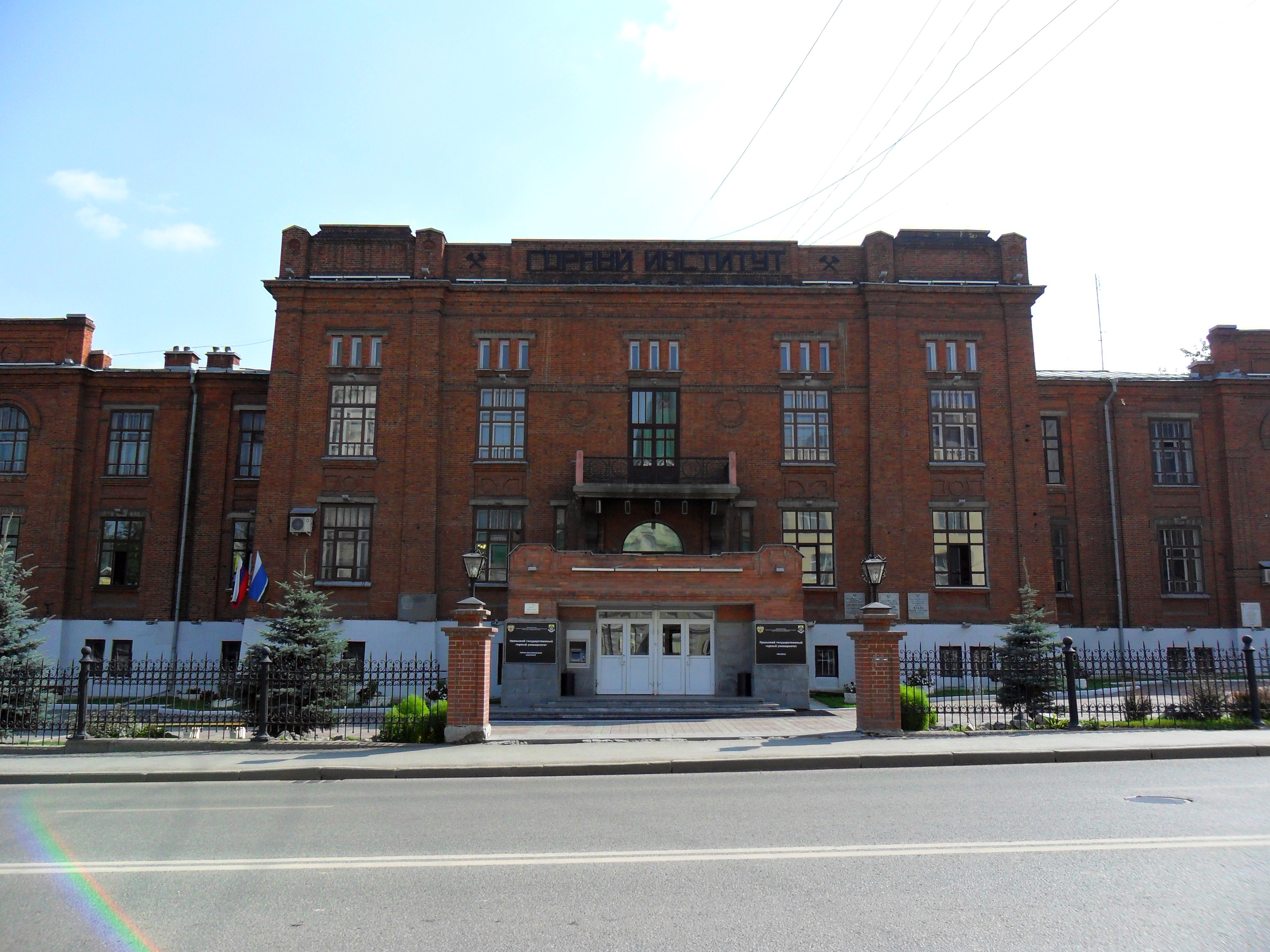
Уральский государственный горный университет
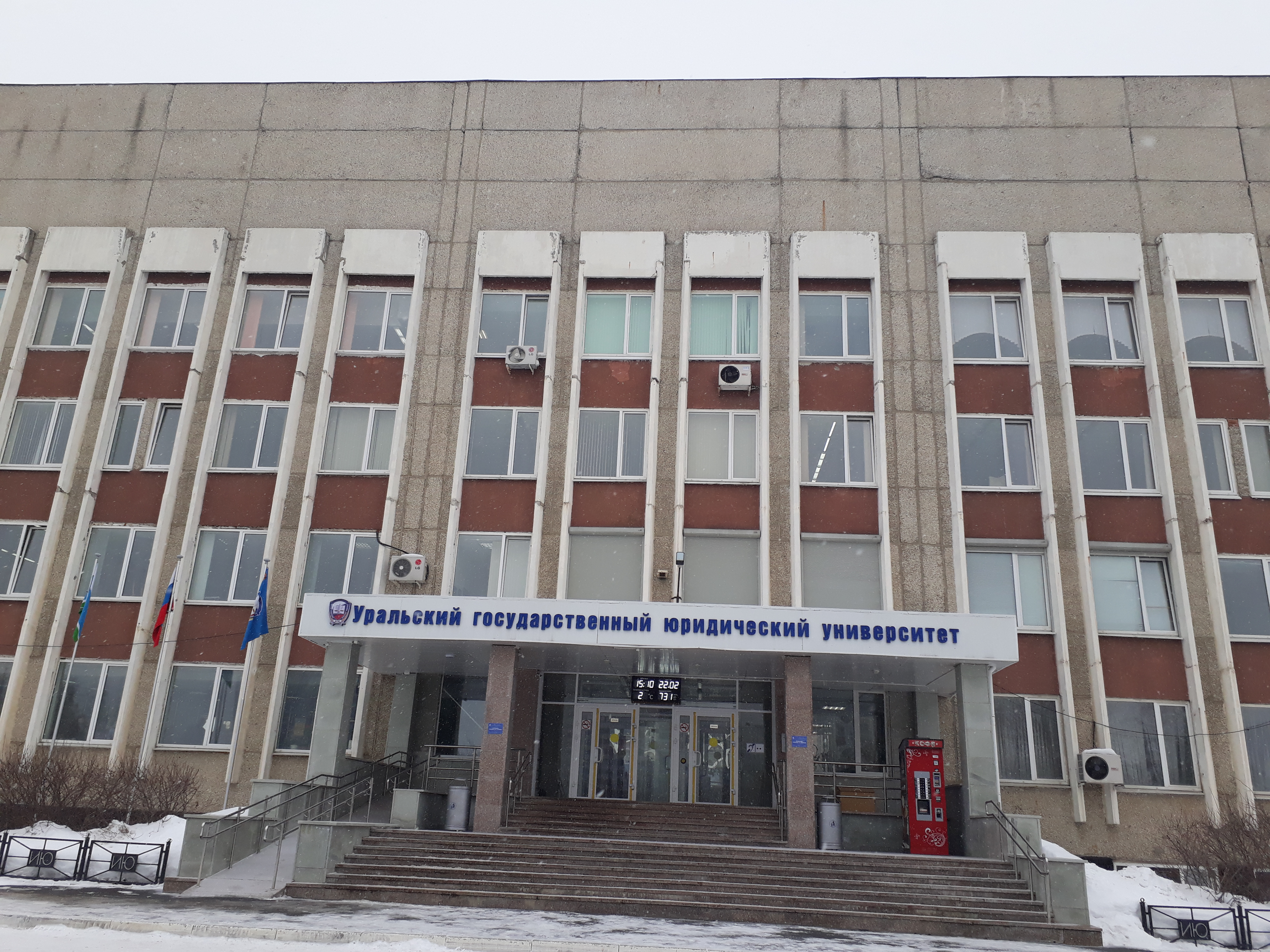
Уральский государственный юридический университет имени В.Ф. Яковлева